# العلاقات المغربية الليختنشتانية
العلاقات المغربية الليختنشتانية هي العلاقات الثنائية التي تجمع بين المغرب وليختنشتاين.

## مقارنة بين البلدين
هذه مقارنة عامة ومرجعية للدولتين:
| وجه المقارنة                                              | المغرب                                 | ليختنشتاين                                 |
| --------------------------------------------------------- | -------------------------------------- | ------------------------------------------ |
| المساحة (كم2)                                             | 710.85 ألف                             | 16                                         |
| عدد السكان (نسمة)                                         | 36.07 مليون                            | 37.47 ألف                                  |
| الكثافة السكانية (ن./كم²)                                 | 50.74                                  | 234.19 ألف                                 |
| العاصمة                                                   | الرباط                                 | فادوتس                                     |
| اللغة الرسمية                                             | اللغة العربية، أمازيغية معيارية مغربية | اللغة الألمانية                            |
| العملة                                                    | درهم مغربي                             | فرنك سويسري                                |
| الناتج المحلي الإجمالي (بليون دولار)                      | 109.14 مليار                           | 6.29 مليار                                 |
| الناتج المحلي الإجمالي (تعادل القوة الشرائية) بليون دولار | 274.06 مليار                           |                                            |
| الناتج المحلي الإجمالي الاسمي للفرد دولار أمريكي          | 2.88 ألف                               |                                            |
| الناتج المحلي الإجمالي للفرد دولار أمريكي                 | 7.49 ألف                               |                                            |
| مؤشر التنمية البشرية                                      | 0.628                                  | 0.908                                      |
| رمز المكالمات الدولي                                      | +212                                   | +423                                       |
| رمز الإنترنت                                              | .ma                                    | .li                                        |
| المنطقة الزمنية                                           | ت ع م+01:00                            | توقيت وسط أوروبا، ت ع م+01:00، ت ع م+02:00 |

## منظمات دولية مشتركة
يشترك البلدان في عضوية مجموعة من المنظمات الدولية، منها:
| علم المنظمة | اسم المنظمة                   | تاريخ انضمام المغرب | تاريخ انضمام ليختنشتاين |
| ----------- | ----------------------------- | ------------------- | ----------------------- |
|             | الاتحاد البريدي العالمي       | ?                   | ?                       |
|             | الاتحاد الدولي للاتصالات      | 1 نوفمبر 1956       | 25 يوليو 1963           |
|             | منظمة حظر الأسلحة الكيميائية  | ?                   | ?                       |
|             | منظمة التجارة العالمية        | 1995                | ?                       |
|             | منظمة الشرطة الجنائية الدولية | ?                   | ?                       |
|             | الأمم المتحدة                 | 12 نوفمبر 1956      | 18 سبتمبر 1990          |
|             | الوكالة الدولية للطاقة الذرية | ?                   | ?                       |

## وصلات خارجية
- موقع وزارة الخارجية المغربية